# Josep Ensesa i Gubert
Josep Ensesa i Gubert (Sarrià de Ter, 20 d’abril de 1892 - S'Agaró, 1 de gener de 1981) fou un empresari i industrial, reconegut sobretot pel seu paper en la creació de la urbanització de s'Agaró i com a promotor de l'Hostal de la Gavina.

## Biografia
Josep Ensesa i Gubert realitzà estudis primaris i, als 10 anys d'edat, fou internat en el Lycée National de Foix on hi estigué fins a l'any 1905. Més endavant, ingressà a l’Escola Superior d’Indústries de Vilanova i la Geltrú i, posteriorment, estudià a l'Escola de Pèrits Industrials de Terrassa. Acabat el seu cicle formatiu, treballà conjuntament amb el seu pare, l'industrial fariner Josep Ensesa i Pujadas, en els negocis familiars. En destaquen la farinera La Montserrat i l'empresa Indústrias Químicas y Tartáricas, coneguda com Els Químics.
La vida de Gubert estigué directament lligada al desenvolupament i l'evolució turística de s'Agaró. L'any 1916, el seu pare comprà uns terrenys sobre la platja de Sant Pol. L'arquitecte gironí Rafael Masó hi projectà una petita urbanització l'any 1917, però el projecte quedà aturat. Fou Gubert qui, l'any 1923, reprengué la idea i així es construí un xalet que per la seva visibilitat des del mar, seria batejat pels pescadors com a Senya Blanca. La construcció finalitzà l'any 1924 i, mica en mica, es començà a rodejar de noves construccions.
L'Hostal de la Gavina s'inaugurà el 3 de gener de 1932 i fou la realització més coneguda de Gubert, projectada i construïda per l'arquitecte Rafael Masó. Inicialment, comptà amb només onze habitacions. L'any 1935, Masó en realitzà una ampliació, no obstant, a la mort de Masó aquell mateix any, n'agafà el relleu l'arquitecte Francesc Folguera. La Gavina es convertí en un hotel luxós i fou el primer hotel d'Espanya en formar part de l’associació internacional Leading Hotels of the World. Fou amfitrió d'hostes de l’època daurada com ara Ava Gardner, Elizabeth Taylor o Orson Welles, com també d'altres actors de renom internacional. També s'hi allotjaren alts polítics, premis Nobel, futbolistes o empordanesos de renom com l'artista Salvador Dalí, qui hi representà alguna performance, o l'escriptor Josep Pla, hoste que esdevingué amic de la família.
Gubert estigué també vinculat als camps de la política, l'esport i l'art. En l'espai polític, fou un home liberal i un antifranquista declarat. Va ser membre del consell d’administració del diari republicà La Publicitat, i simpatitzà amb el partit Acció Catalana. Això el portà a l'exili, residint durant un perllongat període a França i a Bèlgica. Mantingué una gran amistat amb el president Josep Tarradellas. En el camp de l'esport, Gubert va ser un dels primers presidents de la Unió Deportiva Girona. Gubert donà suport a diverses activitats en el camp de les arts. Fundà la Revista de s'Agaró, en la qual hi escrigué habitualment Josep Pla. A més, fou un dels capdavanters del Festival de Música de s'Agaró, desenvolupat a l'hostal i que sovint es convertia en una autèntica concentració política i social, donada la importància de les personalitats que hi prenien part.

## Fons documental
Es troba conservat al Centre de Recerca i Difusió de la Imatge (CRDI) de l'Arxiu Municipal de Girona el Fons Indústrias Químicas Tartáricas. Es tracta d'un conjunt de documentació generada per l'empresa i pel seu gerent Josep Ensesa i Gubert. Consta de quatre-centes cinquanta-sis capses de documentació textual i cinc-centes quaranta fotografies. El fons inclou fotografies i postals tant de Els Químics, com de les obres de construcció dels diversos habitatges i de l'Hostal de la Gavina, de la urbanització de s'Agaró. En destaquen les fotografies del fotògraf Valentí Fargnoli.